# Bandera de Bélgica
La bandera de Bélgica está formada por tres bandas verticales iguales de colores negro, amarillo y rojo; el diseño vertical está basado en la bandera de Francia, mientras que los colores fueron tomados del escudo del Ducado de Brabante. Las proporciones inusuales de la bandera (13:15) son de origen desconocido.
La bandera fue adoptada oficialmente el 23 de enero de 1831, después de la independencia belga del Reino Unido de los Países Bajos en 1830. La misma jugó un papel importante durante la revolución y sus colores sirvieron como recordatorio de una vieja enseña con bandas horizontales usada durante una revuelta anterior en 1789, época en que los Países Bajos estaban bajo dominio austríaco.

## Otras banderas

Bandera y pabellón civil
Pabellón naval
Bandera y pabellón gubernamental
Pabellón especial para embarcaciones de recreo
Estandarte real

## Banderas regionales y comunitarias

Bruselas-Capital
Flandes y Comunidad flamenca
Valonia y Comunidad francesa
Comunidad germanófona

## Banderas provinciales

Amberes
Brabante Flamenco
Brabante Valón
Flandes Occidental
Flandes Oriental
Henao
Lieja
Limburgo
Luxemburgo
Namur

## Banderas históricas

Bandera de 1789
Bandera de 1830